# Rila
Rila (bolgarščina: Рила, izgovorjeno [ˈriɫɐ]) je najvišje gorsko območje oziroma gorski masiv Bolgarije in tudi Balkanskega polotoka. Leži v jugozahodni Bolgariji in je del masiva Rila – Rodopi. Najvišji vrh je Musala na nadmorski višini 2925 m, kar Rilo uvršča na šesto najvišje gorsko območje v Evropi za Kavkazom, Alpami, Sierra Nevado, Pireneji in Etno. Obsega 2629 km² ozemlja s povprečno nadmorsko višino 1487 m. Domneva se, da je pogorje dobilo ime po istoimenski reki, ki izvira iz starega bolgarskega glagola рыти – 'ríti'.
Rila ima obilne vodne vire. Nekatere najdaljše in najgloblje reke na Balkanu izvirajo iz Rile, vključno z rekami Marica, Iskar in Mesta (grško Nestos). Glavno razvodje Bolgarije, ki ločuje povodji Črnega in Egejskega morja, sledi glavnemu grebenu Rile. Na pogorju leži skoraj 200 ledeniških jezer, od katerih je najbolj znanih Sedem rilskih jezer, prelomno območje ob vznožju pa je bogato s termalnimi izviri, vključno z najbolj vročim izvirom v jugovzhodni Evropi Sapareva banja.
Gorsko območje ima raznoliko floro in favno s številnimi endemičnimi in reliktnimi vrstami ter nekaterimi najbolje ohranjenimi gozdovi v državi. Biotsko raznovrstnost in neokrnjene pokrajine varuje narodni park Rila, ki pokriva večji del pogorja, ostalo leži v naravnem parku Rilskega samostana. Poleg tega je še pet naravnih rezervatov: Parangalica, centralni rezervat Rila, samostanski gozd Rila, Ibar in Skakavica.
Najbolj prepoznavna znamenitost gorskega masiva je Rilski samostan, največji in najpomembnejši bolgarski samostan, ki ga je v 10. stoletju ustanovil sveti Janez Rilski. Leta 1983 je bil razglašen za Unescovo svetovno dediščino zaradi svoje izjemne kulturne in duhovne vrednosti. Rila je tudi priljubljena med pohodniki, urejena ima zimskošportna središča, saj gosti najstarejše smučišče v državi, Borovec in zdraviliški turizem. Nekatere najpomembnejše hidroelektrarne v Bolgariji so na vzhodnem delu gorskega območja.

## Geografija
Rila je gorsko območje v jugozahodni Bolgariji, del masiva Rila – Rodopi. Leži med petimi dolinami – dolino Dupnica na severozahodu, dolino Samokov na severu, dolino Konstenec-Dolna Banja na severovzhodu, dolino Razlog na jugu in Blagoevgradsko dolino na jugozahodu. Pet sedel povezuje Rilo z okoliškimi gorskimi verigami – sedlo Klisura (1025 m) z Verili na severozahodu, sedlo Borovec (1305 m) s Sredno Goro proti severu, Jundola (1355 m) in sedlo Avramova (1255 m) z Rodopi proti jugovzhodu in sedlo Predel (1140 m) s pogorjem Pirin na jugu. V teh mejah Rila obsega površino 2629 km² in ima povprečno nadmorsko višino 1487 m. Območje, visoko nad 1600 m, predstavlja približno 50 % celotnega ozemlja. Obstaja več kot 140 glavnih vrhov nad 2000 m.
Z nadmorsko višino 2925 m (Musala) je Rila najvišje gorsko območje v Bolgariji in na Balkanskem polotoku ter šesto najvišje gorovje v Evropi za Kavkazom, Alpami, Sierri Nevadi, Pirenejih in Etni. Musala je četrti najbolj izoliran vrh v celinski Evropi za Mont Blancom, Elbrusom in Galdhøpiggenom, ki se dvigajo na razdalji 810 km od najbližje točke iste višine. Musala se je z relativno višino 2473 m uvrstila na osmo mesto med ultra izrazitimi vrhovi v Evropi.

### Enote
Gorsko območje je razdeljeno na štiri različne dele. 
Vzhodna Rila, znana tudi kot Musala Rila, je največje in najvišje območje, ki leži med dolinama rek Beli Iskar in Beliška. Sestavljena je iz dveh glavnih grebenov. Greben Musala se razprostira v smeri sever-jug med dolinama Beli Iskar in Marica; greben Ibar poteka v smeri zahod-vzhod od vrha Mariški Čal do Avramovega sedla. Pokriva 37 % ozemlja pogorja in vsebuje najvišji vrh na območju – Musala (2925 m), kot tudi 12 od 18 vrhov nad 2700 m – Ireček (2885 m), Deno (2790 m), Mančo (2771 m) in druge; ima 46 vrhov nad 2100 m. V vzhodni Rili je veliko ledeniških jezerskih skupin, vključno z Musalskimi in Maričinimi jezeri, ter največje smučišče v državi Borovec.
Centralna Rila, znana tudi kot Skakavica Rila, je najmanjši del, ki obsega 9 % celotne površine Rile, vendar ima najbolj alpski značaj in najvišjo povprečno nadmorsko višino – 2077 m. Razteza se med dolinami rek Beli Iskar, Černi Iskar, Levi Iskar, Ilijna in reka Rila. Kasneje loči dva glavna grebena v Centralni Rili, Skakavica in Rilec. Najvišji vrh je Černa Poljana (2716 m); drugi pomembni vrhovi so Skalata, Mali in Veliki Skakavec, Rilec; ima 28 vrhov nad 2100 m. Ta podenota je znana predvsem po ledeniških jezerih Ribni, Džendemski, Manastirski, pa tudi po največjem ledeniškem jezeru na Balkanskem polotoku – Smradlivo jezero. Centralna Rila ima najvišji slap Skakavica (70 m).
Severozahodna Rila, znana tudi pod imenom Maljovica Rila, zavzema približno 24 % Rile in leži med dolinami Rilske reke na jugu, Levega Iskarja na vzhodu, Samokovom na severovzhodu in Dupnico na zahodu. Njen precej nižji severni odsek se imenuje Lakaticka Rila. Z gorovjem Verila je na severu povezana s sedlom Klisura, s Centralno Rilo pa na vzhodu preko sedla Kobilino Branište. Povprečna nadmorska višina je 1556 m; najvišji vrh je Goljam Kupen na nadmorski višini 2731 m. Nad 2100 m je 29 vrhov. Ta podskupina je znana po razgibanih vrhovih in slikovitih jezerih v alpskem pasu, med njimi Sedem rilskih jezer in jezero Urdina. 
Jugozahodna Rila se razteza med dolinami Rilske, Ilijne in Beliške reke na severu, sedlo Predel jo ločuje od Pirina na jugu in doline Simitlija in Blagoevgrada na zahodu. Zajema približno 30 % površine gorskega območja. S povprečno nadmorsko višino 1307 m je najnižja v masivu. Najvišji vrh je Angelov vrh (2643 m). Reka Blagoevgradska Bistrica jo deli na dva različna grebena na sever in jug. Razen najbolj severnega dela Jugozahodna Rila nima alpskega značaja drugih treh enot. Tu je tudi biosferni rezervat Parangalica.

## Geologija, relief in vrhovi
Rila je gora nastala kot prelomni blok in predstavlja horst – tektonsko gredo v obliki polmeseca z dvema prelomnima sistemoma - koncentričnim in radialnim. Je del najstarejše zemlje na Balkanu, makedonsko-trakijskega masiva. Gorsko območje tvorijo predvsem metamorfne in intruzivne kamnine. Jedro Rile je zgrajeno pretežno iz granita. Pokriva jo debela plast kristalinskih skrilavcev in gnajsa; ta plast je nadgrajena s peščenjaki in konglomerati, ki so nastali z dvigom terciarnih sedimentov. Sledi teh sedimentov najdemo v severozahodni Rili na nadmorski višini do 1900 m. Najvišje cone so v glavnem iz granita, spodaj pa skrilavci, katerih sestavljeni minerali se zaporedno odlagajo. Zastopajo jih gnajs, sljuda in amfibolit. Ponekod granit prehaja v granit-gnajs. V paleozoiku so se pred 250 milijoni let oblikovali marmorji in amfiboliti, ki so bili v terciarnem obdobju pozneje vzdignjeni. Grobozrnati graniti so prevladujoče kamnine, ki tvorijo skoraj dve tretjini površine višjih delov Rile.
Rila je bila med pliocenom in pleistocenom izpostavljena ledenikom. Njen sodobni alpski relief je nastal med zadnjo Würmsko poledenitvijo pred približno 10–12 000 leti, ko je bila meja ledu na 2100–2200 m. Ledeniki so dosegli višino le do 1200 m. Nad to mejo so ledeniki radikalno spremenili obstoječi relief in tvorili globoke krnice, piramidalne vrhove, strme pečine, dolge doline v obliki črke U, polja morene in druge ledeniške oblike. Na pobočjih nekaterih dolin, kot so reke Beli Iskar, Marica in Rila, so obvisele ledeniške doline - pritočne doline, ki so višje od glavnih. Dno krnic pogosto zasedajo ledeniška jezera. Zaradi vremenskih vplivov so se nabrale prepereline, melišča in druge raznolike oblike narave. V jugozahodnem vznožju Rile so se pod vplivom erozije oblikovali peščeni stolpi pri Stobu.
Postopen dvig gorovja med geološkimi obdobji in velik razpon navpičnih gub sta privedla do nastanka štirih nivojev denudacije, ki se razlikujejo glede na starost, višino in območje. Najstarejša zgodnja miocenska raven zajema najvišje odseke gorovja z nadmorsko višino med 2800 in 2400 m. Predstavlja praktično izravnan teren z nežno nagubano površino, ki je nastala na mestu starodavnih gozdnih masivov. Naslednji pozni miocenski nivo, mladi miocen, je na glavnih stranskih grebenih z nadmorsko višino med 2600 in 2300 m. Tretja raven, ki je nastala med zgodnjim pliocenom, ima nadmorsko višino 1800 in 1600 m. Raven poznega pliocena zavzema območja z nadmorsko višino do 1300 m.
Dva vrhova nad 2900 m sta Musala in Malka Musala. Drugi najvišji vrhovi so:
- Musala, 2925 m
- Malka Musala, 2902 m
- Ireček, 2852 m
- Bezimen, 2792 m, med Musalo v Aleku
- Deno, 2790 m
- Studenia Čal, 2785 m
- Goljam Bliznak, 2779 m
- Malak Bliznak, 2777 m

## Podnebje
Rila leži v južnem območju vlažno celinskega podnebnega območja in ima značilno alpsko podnebje z višinskimi conami. Na podnebje vplivajo islandski in zahodno-sredozemski cikloni, prvi predvsem pozno spomladi in zgodaj poleti, zadnji pa pozimi in prinašajo pogoste in velike količine padavin, pa tudi Azorski in sibirski anticiklon poleti in pozimi, prinašata suše. Na lokalno mikroklimo vpliva tudi teren, izpostavljenost pobočij in orientacija dolin. Povprečna temperatura se znižuje in povprečna količina padavin narašča z višino. Najhladnejši mesec je marec, najbolj vroč pa avgust. Negativne temperature v alpskem območju v povprečju ostanejo približno devet mesecev, in se pogosto nadaljujejo do konca junija. V sredini in koncu julija opazimo stalen dvig temperature. Tudi v poletnih mesecih temperatura nad 10 ° C ne zdrži dalj časa. Približno pet do deset dni v juniju, juliju in avgustu ima povprečno temperaturo nad 15 ° C. To določa kratko vegetacijsko obdobje na višjih območjih in traja od tri do šest mesecev;  približno tri mesece na višini nad 2000 m. Povprečna letna temperatura je 2,6 ° C na severnih pobočjih in 3,1 ° C na južnih pobočjih. Musala je s povprečno letno temperaturo –3,0 ° C najhladnejše mesto v Bolgariji. Tam je bila izmerjena tudi najnižja absolutna temperatura v Rili: −31,2 ° C; februarja je bila tam zabeležena najnižja povprečna mesečna temperatura: −11,6 ° C. Absolutna najvišja temperatura na Musali je 18,7 ° C. Amplituda temperature se z 20 ° C na višini 800 m zmanjša na do 15 ° C  na višini 2800 m. Temperaturne inverzije so na severnih pobočjih pogoste in se pojavljajo še posebej pogosto v dolini Samokov, Borovec in Musala, kjer jo opazujemo 250 dni na leto.
Letne količine padavin se razlikujejo glede na višino in nagib. Letna količina padavin je 653 mm pri Samokovu (1029 m), 932 mm pri Borovcu (1350 m) in 1200 mm na Musali (2925 m); približno 80 %  je pozneje snežilo. Padavine se pojavljajo večinoma poleti in spomladi na severnih pobočjih, največ v juniju in najmanj v februarju; padavine naraščajo pozimi in poleti padajo na južnih pobočjih, vendar sta najvišji mesečni maksimum in minimum enaka; 130–160 dni s padavinami / sneženjem. Snežna odeja nad 1000 m se začne oblikovati od 10. do 15. decembra na severnih pobočjih in po 20. do 30. decembra na južnih. Povprečna mesečna debelina februarja na majhnih višinah doseže 20 do 30 cm. V alpskem pasu nad 2000 m je snežna odeja marca najdebelejša in doseže od 70 do 80 cm. Najvišja debelina v najvišjih grebenih doseže od 200 do 240 cm. Snežna odeja ostane v povprečju 70–80 dni na nadmorskih višinah 1200–1.300 m in 180 do 200 dni na nadmorski višini nad 2000 m. Plazovi so pogosti.
Vetrovi lahko na vrhovih dosežejo hitrost 40–45 m / s (preko 100 km / h), predvsem z jugozahoda in zahoda. Severozahodni in severovzhodni vetrovi so bolj zmerni. Povprečna mesečna hitrost vetra na najvišjih gorskih vrhovih doseže 11–12 m / s. V spodnjih delih se povprečna mesečna hitrost giblje od 1,2 do 2,5 m / s, v območju srednje višine pa od 2,5 do 3,2 m / s. Vetrovi so po navadi najmočnejši pozimi in najblažji jeseni. Letno trajanje sončnega obsevanja v alpskem pasu je 1930 ur, največ v avgustu in najmanj v decembru – januarju; na 1000 m se dvigne na več kot 2150 ur.

## Hidrologija
Rila je pomembna hidrološka enota v Bolgariji z zelo visokim hidroenergetskim potencialom, ki predstavlja približno 1/4 celotnega potenciala države. Rezerve vode, ki se tvorijo v gorskem območju, so najpomembnejši vir čiste pitne vode za okoliška naselja, prestolnico Sofijo in del prebivalstva severne Grčije in evropske Turčije. Režim reke Rile je neposredno povezan z nadmorsko višino, približno polovica vodnih rezerv v gori pa je na nadmorski višini nad 2050 m. Glavni razvodni odtok na Balkanu, ki ločuje povodji Črnega in Egejskega morja, poteka skozi severni greben Rile, vključno z vrhom Musala. Nekatere najdaljše reke na Balkanu izvirajo iz Rile, vključno z Marico, Iskarjem in Mesto / Nestos, pa tudi z več pomembnimi pritoki Struma - Rila, Dzerman in Blagoevgradska Bistrica. Med njimi reka Iskar in njeni pritoki spadajo v črnomorsko povodje, vse ostalo pa v povodje Egejskega morja. Približno 78 % vode priteka v egejsko povodje. Odtok izvira iz taljenja snega v alpskih conah in padavin. Pretok vode doseže svoj maksimum v pozni pomladi in zgodnjem poletju, pomlad pa predstavlja več kot polovico celotnega letnega pretoka. Najmanj je jesen in pozimi. Najvišja slapova sta Skakavica (70 m) in Gorica (39 m). Obstajajo številni mineralni izviri, ki vključujejo najbolj vročim v jugovzhodni Evropi pri Saparevi Banji, ki tvorijo gejzir s temperaturo 101,4 ° C.
Krnice na visokogorskem območju vsebujejo 189 ledeniških jezer; približno 30 manjših, ki poleti izhlapijo, vključno s tektonskimi jezeri, kot je Panišište. Njihova lega je v zadnjem ledeniškem obdobju tesno povezana s snežno črto in večina leži na nadmorskih višinah med 2100 m in 2500 m. Večina jezer (28) je na nadmorski višini od 2300 m do 2350 m. Njihova dolžina se giblje med 800 m in 20 m, širina med 375 m in 10 m, površina med 1 m in 212 hektarjev, globina - med 0,5 m in 37,5 m. Večina jih je globoka med 2 m in 10 m, štiri dosegajo globino nad 20 m. Voda je prozorna do globine 15 m. Večina jezer je večino leta pokrita z ledom - od oktobra do junija. Debelina ledu v najvišjih jezerih doseže 3 m. Največje ledeniško jezero v Rili in na Balkanu je Smradlivo s površino 212 ha; najdaljše je Zgornje Ribno jezero 801 m; najgloblje je Okoto, eno od Sedmih rilskih jezer z globino 37,5 m; najvišje je Ledeno na nadmorski višini 2709 m; najnižje je Suho na 2045 m. Najpomembnejše jezerske skupine so Sedem rilskih jezer, jezera Musala (sedem), Maričinijska jezera (sedem), Urdini jezera (šest), Maljoviška jezera (tri), jezera Elenski (tri), jezera Čanakgjolski (dve), jezera Vapski (dve) itd.

## Rastlinstvo in živalstvo

### Rastlinstvo
Vegetacija je določena z nadmorsko višino. Na najnižjih delih so kserotermalni hrastovi gozdovi, v katerih prevladujejo panonski hrast (Quercus frainetto), Quercus pubescens in cer (Quercus cerris) z nekaj sredozemske cenoze rdečeplodnega brina (Juniperus oxycedrus) in Hippocrepis emerus. Višje v gorovju, do 1300 m, so listopadni gozdovi v glavnem iz gradna (Quercus petraea) z manjšo udeležbo črnega gabra (Ostrya carpinifolia), belega gabra (Carpinus betulus), javorjev Acer holdreichii in Acer hyrcanum in velikega jesena (Fraxinus excelsior); na območju med 1300 m in 1600 m prevladuje bukev (Fagus sylvatica), na mestih pomešanih z belo jelko (Abies alba). Endemični rilski hrast (Quercus protoroburoides) naseljuje le dolino reke Rile. Gozdovi iglavcev v območju med 1600 m in 2100 m so sestavljeni predvsem iz navadne smreke (Picea abies), balkanskega bora (Pinus peuce) in rdečega bora (Pinus sylvestris). Subalpsko območje do 2500 m pokriva pritlikav planinski bor (Pinus mugo) in navadni brin (Juniperus communis), pomešan z zeleno jelšo (Alnus viridis) na vlažnejših krajih in Rhododendron myrtifolium v Vzhodni Rili. Alpska višina je prekrita s travo, mahom, lišaji, redkim cvetjem, pritlikavimi vrbami, kot so Salix herbacea, Salix retusa in Salix reticulata, itd. Zaradi zahtevnega terena na gozdove antropogene dejavnosti ne vplivajo veliko, njihova povprečna starost pa je nad 100 let. Nekatere norveške smreke in evropske srebrne jelke dosežejo višino 60 m.
Število vaskularnih (višjih) rastlin je približno 1400 vrst, registriranih samo na ozemlju narodnega parka Rila, od katerih je 34 endemičnih za Bolgarijo, od tega tri omejene na Rilo, 89 pa na Balkan; 31 je terciarnih ali predledeniških reliktov, 104 so ledeniški relikti. Med pomembne bolgarske endemične vrste spadajo rilski jeglič (Primula deorum) in dresnovka Rheum rhaponticum; taksoni, ki so omejeni na Balkan, so Geum bulgaricum, rumena orlica (Aquilegia aurea), bolgarski svišč (Gentianella bulgarica), balkanska mastnica (Pinguicula balcanica), Crocus veluchensis, Dianthus microlepis, itd. Nevaskularna flora vključuje 974 alg, 313 mahov in 251 lišajev. Glive predstavlja 665 vrst, od tega 64 gob, vpisanih v Rdečo knjigo Bolgarije.

### Živalstvo
Vrst sesalcev v narodnem parku Rila in njegovi okolici je 62 in vključujejo taksone visoke ohranjevalne vrednosti, kot so rjavi medved, sivi volk, divja mačka, mala podlasica, kuna zlatica, marmornata kuna (Vormela peregusna), divja svinja, navadni jelen, srna, gams, evropska tekunica, pa tudi ledeniški relikt evropska snežna voluharica. Vrst ptic je 156; 120 jih gnezdi v narodnem parku Rila. Sem spadajo trije relikti – koconogi čuk, mali skovik in triprsti detel (Picoides tridactylus) ter vrste, za katere so potrebni posebni ohranitveni ukrepi, kot so kačar, planinski orel, sokol selec, črna štorklja, sloka (Scolopax rusticola), divji petelin, gozdni jereb, kotorna, pivka, črna žolna, povodni kos, skalni plezalček (Tichodroma muraria) in planinska kavka. Obstaja 18 plazilcev, 10 dvoživk in 12 vrst rib. Do zdaj odkrita favna nevretenčarjev vključuje 4186 vrst in naj bi narasla na več kot 7000; od tega jih je 34 endemičnih za Rilo, 123 za Bolgarijo in 123 za Balkan.
Biotsko raznovrstnost, ekosisteme in neokrnjene pokrajine varujejo narodni park Rila, razglašen leta 1992, ki je največje zaščiteno območje v Bolgariji, in obsega 810,46 km 2, Naravni park Rilskega samostana velikosti še 252.535 km 2. V prvem so štirje naravni rezervati - Parangalica, centralni rezervat Rila, Ibar in Skakavica, v drugem pa samostanski gozd Rila. Parangalica je bila leta 1977 razglašena za Unescov biosferni rezervat,, medtem ko je Centralni Rilski rezervat največji na Balkanu s površino 123.937 km 2.

## Naselja, promet in gospodarstvo
Rila je redko poseljeno gorsko območje z večino naselij, ki so v dolinah ob vznožju, z okoli  250.000 ljudmi. [43] [58] Upravno spada v štiri od 28 bolgarskih provinc: Blagoevgrad, Kjustendil, Sofijo in Pazardžik. Od zahoda proti vzhodu je na severnem vznožju pet mest - Sapareva Banja (pop. 3815 od leta 2016), Samokov (25880), Dolna Banja (4510), Kostenec (6228) in Belovo (3533); na zahodnem vznožju (od severa proti jugu) so štiri mesta - Dupnica (35.255), Rila (2359), Kočerinovo (1723) in Blagoevgrad (66.886); in še tri na jugovzhodnem vznožju (od zahoda do vzhoda) - Razlog (12.036), Belica (2964) in Jakoruda (5288). Obstaja več vasi, med drugim Govedarci, Belčin, Madzhare, Kostenec, Pastra, Stob, Barakovo, Dobarsko, itd.
Pogorju služi več cest, ki vodijo ob njegovem vznožju. Nobena cesta ne prečka masiva. Na zahodu vzdolž doline Struma poteka avtocesta Struma A3, vzporedna s cesto prvega razreda I-1, obe del evropske poti E79, ki povezujeta nacionalno prestolnico Sofijo in Grčijo prek pokrajinskega središča Blagoevgrad. Cesta drugega razreda II-62 se pri Dupnici odcepi od I-1 in vodi proti vzhodu do Samokova, kjer se pridruži cesti drugega razreda II-82, ki se nadaljuje v vzhodni smeri do mesta Kostenec, kjer se pridruži cesti prvega razreda I-8 , del evropske poti E80. Cesta drugega razreda II-19, ki se pri Simitliju odcepi od I-1, gre proti vzhodu in prečka sedlo Predel v dolino Razlog ter se na istoimenski kraj poveže z drugo cesto II-82, ki poteka v severovzhodni smeri ob sedlo Avramovi in povezave s cesto I-8 / E80 blizu Pazardžika. Rilo obkrožijo tudi Bolgarske državne železnice po železniški progi št. 1 na severovzhodu s postajama Kostenec in Belovo, železniška proga št. 5 po dolini Struma na zahodu in ozkotirna proga Septemvri – Dobrinište na jugovzhodu. 
Najpomembnejši sektorji lokalnega gospodarstva so turizem, storitve, industrija in kmetijstvo. Številne vodne vire izkoriščajo nekatere največje hidroelektrarne v Bolgariji, najpomembnejše od njih pa napaja jez Belmeken v vzhodni Rili - črpalna hidroelektrarna Čaira (864 MW), črpalna hidroelektrarna Belmeken (375 MW) ), hidroelektrarne Sestrimo (240 MW) in hidroelektrarno Momina Klisura (120 MW).Čaira je največja črpalna HE v jugovzhodni Evropi. Na nadmorski višini 1900 m je drugi največji rezervoar v Rili, Beli Iskar, zgrajen med letoma 1939 in 1945, ki zagotavlja 25 % pitne vode v Sofiji in napaja majhno 16 MW hidroelektrarno.  Na nadmorski višini 2394 m je Kalin najvišji rezervoar na Balkanu. Rila predstavlja 6 % lesnih virov v Bolgariji. Predelovalna industrija je v Blagoevgradu, Dupnici, Samokovu, Razlogu in Belovu; glavni sektorji so predelava hrane, strojegradnja, farmacevtska industrija in papirnica.

## Turizem
Rila je priljubljena turistična destinacija za zimske športe, zdraviliški turizem, rekreacijo in kulturni turizem.  Borovec, ki leži na severnem pobočju 9 km od Samokova, je najstarejše letovišče v Bolgariji in največje v Rili. Ima 27 označenih smučarskih prog v skupni dolžini 58 km, opremljenih z 12 žičnicami in zagotavlja pogoje za alpsko smučanje, tek na smučeh, nočno smučanje, biatlon, deskanje, itd; gostil je tekmovanja v svetovnem pokalu alpskega smučanja FIS in svetovno prvenstvo v biatlonu 1993. Zgornja višina je 2560 m, najnižja pa 1300 m. Več kot 36.000 tujih turistov je v zimski sezoni 2016/17 prenočilo v Borovcu in v povprečju ostalo pet noči. Druga veliko manjša smučišča so Paničište, Semkovo, Bodrost in Govedarci. Visokogorski športni kompleks Balmeken je na nadmorski višini 2050 m v vzhodni Rili in ga športniki uporabljajo za treninge, medicinske in biološke raziskave, hkrati pa nudi možnosti za družinsko rekreacijo.
Pogorje je bilo priljubljeno mesto za umik bolgarskih monarhov Ferdinanda I. (vladal 1887–1918) in njegovega sina Borisa III. (vladal 1918–1943). Palača Carska Bistrica je bila zgrajena med letoma 1898 in 1914 nad Borovcem v tradicionalnem neobolgarskem slogu z več stavbami in parkom. Njen hidroelektrični generator s 170 kW, nameščen leta 1912, še vedno deluje nespremenjen. Za monarhe sta bila zgrajena še dva lovska dvorca - Sitnjakovo in Saragjol. Obstaja 17 gorskih zavetišč s skupno 1938 ležišči. V narodnem parku Rila je 198 km primarnih in 363 km sekundarnih pohodniških poti, vključno z evropsko pešpotjo E4, ki vodi od zahoda do juga, in evropsko pešpotjo E8 na dolge razdalje, ki vodi od severozahoda do juga. Narodni park Rila je v obdobju 2000–2014 obiskalo okoli 100.000 turistov letno, z vrhuncem 268.000 v letu 2012. Naravni park samostan Rila je z milijonom obiskovalcev drugi najbolj obiskan v državi. Leta 2000 je bil na jugozahodnih pobočjih ustanovljen park Dancing Bears park Belica, ki nudi zavetje vsem plesočim medvedom iz Bolgarije po prepovedi te prakse, pa tudi posameznikom iz Albanije in Srbije.
Mnogi mineralni izviri vzdolž preloma ob severnem vznožju Rile nudijo zdraviliški in spa turizem. Najpomembnejša zdravilišča od zahoda do vzhoda so Sapareva Banja s skupnim pretokom 33 l / sek in temperaturo 33–110,4 ° С, Belčinski Bani s skupnim pretokom 24 l / sec in temperaturo 40–41,5 ° C, [77] Dolna Banja s skupnim pretokom 22 l / sec in temperaturo 56,3 ° С in vas Kostenec s skupnim pretokom 12 l / sek in temperaturo 46–73 ° С.
Rila ima dobro razvit kulturni turizem s pet od 100 turističnimi znamenitostmi Bolgarije - cerkev Teodora Tira in Teodora Stratelate v vasi Dobarsko, Rilski samostan in peščene stolpe pri Stobu, Sedem rilskih jezer, zgodovinski muzej in samostan v mestu Samokov in vrh Musala. Rilski samostan je najpomembnejši arhitekturni spomenik v gorskem območju. Leži na nadmorski višini 1147 m in je bil leta 1983 uvrščen na seznam  Unescove svetovne dediščine. Samostan velja za kulturno in duhovno središče Bolgarije. S svojo arhitekturo in freskami predstavlja mojstrovino ustvarjalnega genija bolgarskega ljudstva in je močno vplival na arhitekturo in estetiko na območju Balkana. V Prvem bolgarskem cesarstvu je srednjeveški bolgarski puščavnik in svetnik Janez Rilski, v času vladavine carja Petra I. Bolgarskega (vladal 927–969), ustanovil samostan, ki se je razvil v eno glavnih zibelk bolgarske kulture, literature in duhovnosti. V 18. stoletju je postal eno glavnih vozlišč bolgarskega narodnega preporoda. Kompleks obsega površino 8.800 m2 in je sestavljen iz cerkve s petimi kupolami, obrambnega stolpa in samostanskih celic, ki obkrožajo notranje dvorišče. Zunanjost kompleksa spominja na trdnjavo s svojimi visokimi kamnitimi zidovi in malo okni. Najstarejša ohranjena zgradba je 23 m visok Hreljev stolp, zgrajen leta 1334–1335.
Cerkev Teodora Tira in Teodora Stratelate na Dobarskem na nadmorski višini približno 1000 m je majhna tridelna kamnita bazilika, napol vkopana v tla, zgrajena leta 1614 in poslikana leta 1672. Cerkev je znana po številnih originalnih freskah in ikonah, nekatere od njih švicarski pisec Erich von Däniken interpretira kot prikaz Jezusa Kristusa v raketi. Cerkev svetega Nikolaja v Saparevi Banji je majhna srednjeveška zgradba, zgrajena med 11. do 14. stoletjem. Zgrajena je bila iz rdeče opeke in bele malte in je preprostega tlorisa grškega križa, z eno samo ladjo in apsido. Mesto Samokov je v 17. in 19. stoletju zaradi proizvodnje železa doseglo gospodarsko blaginjo in ima številne spomenike, vključno s cerkvami, samostanom, vodnjakom za pitje iz 17. stoletja in zgodovinskim muzejem. V bližini Belčina je nedavno obnovljena trdnjava Cari Mali Grad. [87

## Čast
Rila Point na otoku Livingston na otokih Južnega Shetlanda na Antarktiki je dobila ime po gorovju Rila.

## Gallery
- Musalina jezera
- Okoto, najgloblje jezero
- Rila
- Krokusi blizu Sedmih rilskih jezer
- Maljovica pozimi